# Toxis
Toxi$ (рус. То́ксис; настоящее имя — Андре́й Леони́дович Смеля́нский; род. 21 марта 2004, Москва) — российский рэпер, ставший популярным из-за видеозаписей с танцами, которые он выкладывал в Telegram-канал. Отличается высоким голосом, вызванным эозинофильной гранулёмой.

## Биография

### Ранняя жизнь
Родился 21 марта 2004 года в Москве, но ещё в детстве переехал с семьей в Санкт-Петербург. В подростковом возрасте занимался фортепиано, затем, вдохновившись американскими рэперами Lil Pump и Trippie Redd, увлекся рэпом. В 15 лет переболел эозинофильной гранулёмой из-за чего голос Андрея стал очень высоким.

### Карьера
Свой дебютный альбом англоязычный альбом Greener Day$ выпустил в 2019 году, ещё обучаясь в школе. Рэпер Big Baby Tape услышал альбом Андрея и предложил ему записываться на русском языке. В том же году выпустил свой первый русскоязычный трек «Тага».
Начал набирать популярность в 2023 году из-за видеороликов в своём Telegram-канале, где Андрей танцевал. Параллельно с творчеством учился в колледже при гуманитарной академии имени Ф. М. Достоевского на преподавателя иностранных языков и работал преподавателем для детей младших классов. В том же году выпустил альбом Hotshot.
Мини-альбом Jazz Do It занял 8-е место в списке 50 лучших альбомов за 2023 год по мнению журнала The Flow.
В 2024 году победил в рейтинге «30 до 30» в номинации «Новые медиа» от журнала Forbes. В том же году выпустил мини-альбом Unique и «Изнутри».
В апреле 2025 года выиграл премию «VOICE: Главные лица» от журнала The Voice в номинации «Рэп».

## Личная жизнь
С 2023 по 2024 год встречался с Twitch-стримершей Генсухой.

## Стиль
Рэпер считается родоначальником нового для России музыкального направления New Jazz, для которого характерны роботизированные автотюном вокальные партии, часто с добавлением глитчей.
Toxi$ умеет изменять голос, напрягая голосовые связки и понижая тон, что он часто использует в своём творчестве.

## Критика
Музыкальный критик Алексей Горбаш включил альбом рэпера Jazz Do It в топ-10 альбомов лета 2023, а самого рэпера назвал «первой большой телеграмм-звездой».

## Награды и номинации
| Год  | Премия                | Номинация                                  | Результат | Ист.   |
| ---- | --------------------- | ------------------------------------------ | --------- | ------ |
| 2024 | The Flow              | «50 лучших альбомов 2023» за EP JAZZ DO IT | 8-е место | [ 11 ] |
| 2024 | Forbes                | «30 до 30»                                 | Победа    | [ 12 ] |
| 2024 | Жара Media Awards     | «Digital-певец»                            | Победа    | [ 21 ] |
| 2025 | «VOICE: Главные лица» | «Рэп»                                      | Победа    | [ 15 ] |

## Дискография

### Студийные альбомы
| Год  | Название     |
| ---- | ------------ |
| 2019 | Greener Day$ |
| 2020 | Inner World  |
| 2022 | Mind Up!     |
| 2023 | Hotshot      |

### Мини-альбомы
| Год  | Название   |
| ---- | ---------- |
| 2021 | Plugg Luvv |
| 2022 | Evil Shit  |
| 2023 | Jazz Do It |
| 2024 | Unique     |
| 2024 | «Изнутри»  |